# 艾曼·諾法爾
艾曼·艾哈邁德·阿卜杜拉·諾法爾（阿拉伯语：‎；1974年5月13日—约2023年10月17日）是巴勒斯坦軍事人物，為哈马斯旗下武裝組織伊宰·丁·卡桑烈士旅的高級指揮官。他在以色列—哈馬斯戰爭中死於以色列空襲。

## 生平
諾法爾於2008年成為卡桑烈士旅的領導人，是為加薩中部的戰地指揮官。2008年1月，卡桑烈士旅在埃及-加薩隔離牆上炸開一個洞，抗議埃及與以色列的合作，之後包括諾法爾在內的數百名巴勒斯坦人越過邊境進入埃及，結果諾法爾與其他200名巴勒斯坦人在埃及北西奈省城市阿里什遭到埃及安全部隊逮捕。
在上述事件之後，雖然許多其他巴勒斯坦越境者被釋放，但作為以色列的通緝犯，諾法爾仍被埃及拘留。根據半島電視台報道，埃及當局認為諾法爾計劃殺害法塔赫成員或參與從埃及向加薩走私武器，哈瑪斯則否認了這些指控。據報道，埃及當局希望從諾法爾身上取得哈瑪斯導彈能力、被俘以色列士兵吉拉德·沙利特的位置以及穆罕默德·戴夫和艾哈迈德·贾巴里等哈瑪斯高級軍事指揮官的位置等資訊。2011年2月，諾法爾趁著2011年埃及革命的動盪逃獄，透過哈瑪斯走私地道回到加薩，並受到哈瑪斯英雄式歡迎。
隨著艾哈迈德·贾巴里於2012年11月在以色列空襲中喪生後，諾法爾被視為是卡桑旅最高領導的可能繼任者。其他候選者包括伊馬德·阿克爾（Imad Akel）、中央旅指揮官艾哈邁德·甘杜爾和穆罕默德·阿布-沙馬拉（Mohammed Abu-Shamala）。
諾法爾之後成為巴勒斯坦聯合作戰室的領導人，負責統合各派巴勒斯坦民族主義激進武裝組織之間的合作。

### 2023年以巴戰爭
到了2023年，諾法爾成為卡桑旅總軍事委員會的一員，並通過聯合作戰室指揮其與其他激進組織的合作，他自己則在以色列—哈馬斯戰爭中擔任中加薩旅指揮官。
2023年10月17日，以色列國防軍宣布諾法爾在空襲中生亡，哈瑪斯於同日也發表聲明證實他的死亡。據以軍情報稱，為了殺死諾法爾，盡管事先已知道這將導致約300人死亡，軍方仍授權發動襲擊。諾法爾藏身的四棟多層公寓大樓在空襲中被摧毀。加薩當局在空襲後第一天僅在現場發現了70具遺體，但當地人仍繼續在廢墟挖掘了5天，至2024年4月據信有更多遺體仍然深埋於廢墟底下。
諾法爾死後，美國財政部外國資產控制辦公室以他在哈馬斯總軍事委員會任職並擔任其軍事指揮官等經歷將他列入特定全球恐怖分子名單中。